# Lake Agnes (Southland)
Der Lake Agnes ist ein Gebirgssee im Southland District auf der Südinsel von Neuseeland.

## Namensherkunft
Der See wurde 1937 von der britischen Bergsteigerin Kate Gardiner nach ihrer Freundin Agnes Macgregor benannt.

## Geographie
Der Lake Agnes befindet sich rund 2,5 km nordöstlich des Donne Glacier und rund 4,3 km westlich des Hollyford River/Whakatipu Kā Tuka. Eingebettet von bis zu 2155 m hohen Bergen innerhalb der Darran Mountains erstreckt sich der See auf einer Höhe von 856 m liegend über eine Länge von rund 730 m in einer Westnordwest-Ostsüdost-Richtung und misst an seiner breitesten Stelle rund 465 m in Südwest-Nordost-Richtung. Die Flächenausdehnung des Gewässers beträgt rund 19,5 Hektar bei einem Seeumfang von rund 1,98 km.
Gespeist wird der See durch einige wenige Gebirgsbäche. Die Entwässerung des Sees findet an seinem östlichen Ende über einen unbenannten Bach statt, der rund 6 km weiter flussabwärts in den Hollyford River/Whakatipu Kā Tuka mündet.